# Saunasaari (ö i Norra Savolax, Kuopio, lat 62,86, long 28,13)
Saunasaari är en ö i Finland. Den ligger i sjön Riistavesi och i kommunen Kuopio i den ekonomiska regionen  Kuopio ekonomiska region  och landskapet Norra Savolax, i den centrala delen av landet, 300 km nordost om huvudstaden Helsingfors. Öns area är 2,3 hektar och dess största längd är 240 meter i sydöst-nordvästlig riktning.